# Moatasem Salem
Moatasem Salem (2 de setembro de 1980) é um futebolista profissional egípcio que atua como defensor.

## Carreira
Moatasem Salem representou o elenco da Seleção Egípcia de Futebol no Campeonato Africano das Nações de 2010.

## Títulos
Seleção Egípcia
- Campeonato Africano das Nações: 2010